# Operación Hurricane
La operación Hurricane fue la prueba de la primera bomba atómica del Reino Unido. El dispositivo era una bomba de implosión de plutonio que se pretendía que fuera lo más parecida posible a Fat Man (la segunda y última bomba atómica utilizada contra población civil, en Nagasaki, el 9 de agosto de 1945). Para mejorar el rendimiento, se utilizó un pit (núcleo de plutonio) «levitado». Aunque se incrementó el poder de la bomba, esto fue en realidad hecho para que, como medida de precaución, el pit pudiera ser insertado en el arma poco antes de la detonación. Había preocupaciones de que sin el espacio entre el tamper (material denso que rodea al pit, que aumenta el tiempo en que el material de fisión se mantiene junto) y el pit, pudiera ocurrir un accidente crítico.
La bomba utilizó plutonio producido en Calder Hall, en Windscale (ahora Sellafield) con un bajo contenido de Pu-240 porque la producción apurada llevó a cortos tiempos de irradiación. De hecho Windscale no pudo cumplir con el plazo del 1 de agosto de 1952 para producir el núcleo y parte del plutonio del dispositivo fue proporcionado por Canadá.
Para probar los efectos de la bomba, transportada de contrabando en un barco, una amenaza de gran preocupación para los británicos en ese entonces), Hurricane fue explotada en el interior del casco del buque HMS Plym (una fragata de 1370 toneladas) anclado en aguas con una profundidad de 12 m  a 350 m de la costa de la isla Trimouille, una de las islas Monte Bello (situadas a unos 130 km de la costa noroeste de Australia), de coordenadas 20° 25′ S, 115° 33′ E.
La bomba, de 25 kilotones, fue detonada a las 9:29:54, hora local (o 00:29:54 GMT) el 3 de octubre de 1952.
La explosión tuvo lugar a 2,7 m bajo el nivel del mar y dejó en el fondo marino un cráter de 6 m de profundidad y 300 m de diámetro.